# Lemaître (cratère)
Pour les articles homonymes, voir Lemaître.
Le cratère Lemaître est un cratère lunaire dans l'hémisphère sud de la face cachée de la lune. Le cratère Lemaître est placé seulement un diamètre du cratère Minkowski. Le cratère Cabannes est situé à l'ouest, le cratère Crommelin au sud et le cratère Fizeau à l'Est. 
Le bord extérieur du cratère Lemaître reste bien définie, bien qu'il soit devenu érodé et arrondi avec les nombreux petits impacts. Le rebord est généralement circulaire, mais il a une forme polygonale en particulier dans la moitié sud. La paroi intérieure est constituée d'un rebord en pente vers le bas et affaissé en terrasse. Le plancher du cratère est généralement plat, mais contient un cratère satellite de premier plan "Lemaître F" le long de la paroi intérieure orientale.
En 1970, l'union astronomique internationale a donné le nom de l'astronome et physicien belge Georges Lemaître à ce cratère.

## Cratères satellites
Les cratères dits satellites sont de petits cratères situés à proximité du cratère principal, ils sont nommés du même nom mais accompagné d'une lettre majuscule complémentaire (même si la formation de ces cratères est indépendante de la formation du cratère principal). Par convention ces caractéristiques sont indiquées sur les cartes lunaires en plaçant la lettre sur le point le plus proche du cratère principal. Liste des cratères satellites de Lemaître.
| Lemaître | Latitude | Longitude | Diamètre |
| -------- | -------- | --------- | -------- |
| C        | 59.4° S  | 145.6° W  | 27 km    |
| F        | 61.4° S  | 148.4° W  | 32 km    |
| S        | 61.6° S  | 156.3° W  | 34 km    |